# Edwige Antier
Pour les articles homonymes, voir Antier.
Edwige Antier, née le 15 mai 1942 à Toulon (Var), est une pédiatre et une femme politique française.
Elle est l'autrice de nombreux livres et guides sur les enfants, l'éducation et la famille. Elle a été chroniqueuse de radio à France Inter et à France Info. 

## Biographie
Elle déclare être « fille d'instit »[source insuffisante].
Son père était ingénieur, expatrié en Indochine, puis en Nouvelle-Calédonie.

### Carrière médicale
Après un internat à l'Assistance publique - Hôpitaux de Paris, Edwige Antier s'est installée pédiatre en Nouvelle-Calédonie en 1972 et devient membre du Conseil de l'Ordre des Médecins du Territoire. 
Revenue en métropole en 1979, le docteur Antier a pris ses fonctions de pédiatre à la maternité Baudelocque et en maternité privée et a exercé la pédiatrie en cabinet médical à Paris.
En 2001, elle devient membre du conseil d'administration de l'Assistance publique - Hôpitaux de Paris.
Edwige Antier est diplômée universitaire de psychopathologie de la Faculté Avicenne de Bobigny.

### Carrière politique
Fondatrice de la Fédération radicale de Nouvelle-Calédonie, elle est, de 1977 à 1979, conseillère territoriale, vice-présidente de l'Assemblée et présidente de la Commission de la Santé à Nouméa.
Edwige Antier est élue, de 2001 à 2008, conseillère de Paris et première adjointe UMP au maire du 8e arrondissement. En 2007, elle est élue suppléante du député UMP Pierre Lellouche lors des élections législatives dans la 4e circonscription de Paris et devient députée titulaire en juillet 2009 à la suite de la nomination de ce dernier au Gouvernement en tant que secrétaire d'État aux Affaires européennes.
Edwige Antier fait partie des membres fondateurs de l'Union des démocrates et indépendants.

### Carrière journalistique
Entrée à France Inter en 1981, puis à France Info dès sa création, Edwige Antier a tenu, pendant plus de vingt ans, une chronique hebdomadaire. En 2000, elle a créé l'émission Enfance sur France Inter et publié de nombreux ouvrages pour les parents. Elle présenta cette émission chaque semaine, avec Brigitte Patient de 1999 à 2004, puis avec Mathias Deguelle de 2004 à 2006.

## Débats et controverses

### Instinct maternel
Edwige Antier a soutenu l'existence de l'instinct maternel et défendu ce qu'elle appelle le néoféminisme dans son livre Éloge des mères, largement cité par Élisabeth Badinter dans son essai Le Conflit : la femme et la mère, où la philosophe estime que la pédiatre prend une position maternaliste et naturaliste, en encourageant l'allaitement maternel.

### Homosexualité, homoparentalité
En 2005, Edwige Antier dénonce dans les colonnes du Figaro la présentation faite de l'homosexualité dans le livre d'images Jean a deux mamans  de Ophélie Texier, destiné à la jeunesse et publié à l'École des loisirs. Elle décrit l'homoparentalité comme un phénomène « marginal (...) qui véhicule en ce sens des anti-valeurs (...). Or, lire ou raconter ce genre d'histoire bouleverse tout et peut nuire à la construction psychique ». Elle s'oppose ainsi à la promotion du livre, expliquant dans une comparaison que « c’est aux parents de savoir ce dont ils veulent parler à leurs enfants. L’éditeur n’aurait-il pas dû préciser que c’est un livre avec avis parental ? Imaginez que des homosexuels voient leur enfant choisir un livre nazi dans une bibliothèque jeunesse ! Vous trouveriez cela normal ? ». L'association des bibliothécaires français, rappelant qu'« Edwige Antier défend la thèse (controversée) selon laquelle les impressions infantiles sont indélébiles », dénoncera ces prises de position. 
Edwige Antier a également proposé le statut de parrain aux coparents gay ou lesbiens afin d’éviter que le statut de parent à part entière leur soit accordé. Elle développe ses propos dans un essai intitulé 2 papas, 2 mamans, qu'en penser ? Débat sur l'homoparentalité, publié chez Calmann Lévy. Dans un autre livre, Dolto en héritage II, Edwige Antier tente de proposer des schémas propres à l'homosexualité. Elle y explique que « la plupart de ceux qu'[elle a] vu grandir homosexuels avaient une image de père absente ou dévalorisée, par son comportement, sa faiblesse, par son déni par la mère ». Les adolescentes homosexuelles ont, selon elle, « une mère phallique dominatrice et un père bienveillant » : « C'est à ce dernier qu'elle s'identifie, rejetant sa mère dont elle a cependant pris la puissance. »[source insuffisante].

### Châtiments corporels des enfants
Edwige Antier dépose en 2010 une proposition de loi visant à interdire les châtiments corporels des enfants, dont la fessée. Elle préconise une interdiction dans le Code civil, et non dans le Code pénal. L'élue estime que « plus on lève la main sur un enfant, plus il devient sournois, menteur et agressif » et qu'il « n’y a de bonnes fessées que pour ceux qui les donnent, pas pour les enfants qui les reçoivent ». Certaines personnalités du monde judiciaire ou psychanalytique, dont le pédiatre Aldo Naouri, lui reprocheront de vouloir instaurer une forme de « tutelle permanente » sur les parents ainsi qu'une législation excessive des questions liées à la vie domestique,.

## Justice
Edwige Antier a été relaxée le 7 mai 2008 d'accusations concernant des détournements de fonds commis par son ex-époux alors qu'elle présidait l'association Amade-France de 2003 à 2006. Bien que son mari ait reconnu avoir détourné ces fonds par de fausses signatures, elle avait été condamnée en première instance avant d'être relaxée en appel.